# Willy Gottfried
Willy Gottfried (Hannover, 11 de maig de 1895 - ?) va ser un ciclista alemany que s'especialitzà en el ciclisme en pista.

## Palmarès
- 1925
  -  Campió d'Alemanya en Velocitat